# Canton de Rosporden
Le canton de Rosporden était une division administrative française, située dans le département du Finistère et la région Bretagne. Le décret no 2014-151 du 13 février 2014 ayant introduit une nouvelle délimitation des cantons du Finistère, les communes qui composaient le canton de Rosporden ont été rattachées au canton de Concarneau.

## Composition
Le canton de Rosporden regroupait les communes suivantes :
| Nom                   | Code Insee | Codepostal | Superficie (km2) | Population (dernière pop. légale) | Densité (hab./km2) |
| --------------------- | ---------- | ---------- | ---------------- | --------------------------------- | ------------------ |
| Rosporden (chef-lieu) | 29241      | 29140      | 57,37            | 7 435 (2012)                      | 130                |
| Elliant               | 29049      | 29370      | 70,30            | 3 202 (2012)                      | 46                 |
| Saint-Yvi             | 29272      | 29140      | 27,05            | 2 877 (2012)                      | 106                |
| Tourch                | 29281      | 29140      | 19,70            | 1 001 (2012)                      | 51                 |

## Histoire
- De 1833 à 1848, les cantons de Briec et de Rosporden avaient le même conseiller général. Le nombre de conseillers généraux était limité à 30 par département[1].
- Lors de sa fusion avec celle de Rosporden en 1973, la commune de Kernével a été retirée au canton de Bannalec et incluse dans celui de Rosporden.

### Conseillers généraux de 1833 à 2015
| Période           | Identité                        | Parti              | Qualité                                                                                            |
| ----------------- | ------------------------------- | ------------------ | -------------------------------------------------------------------------------------------------- |
| 1833-1848         | voir Canton de Briec            |                    | |
| 1848-1852         | Charles Le Tirant               |                    | Propriétaire à Kervabot maire de Saint-Yvi (1832-1855)                                             |
| 1852-1877 (décès) | Louis Le Rouxeau de Rosencoat   |                    | Notaire, maire d'Elliant (1853-1870)                                                               |
| 1877-1886         | Yves-Louis Jaouen               | Droite             | Propriétaire, maire d'Elliant (1871)                                                               |
| 1886-1896 (décès) | Michel-Louis Cotten (1823-1896) | Progressiste       | Cultivateur, conseiller d'arrondissement Maire d'Elliant (1871, 1878-1881)                         |
| 1896-1904         | Eugène Herland                  | Progressiste→Rép.G | Médecin, maire de Rosporden (1892-1904)                                                            |
| 1904-1922         | Alain Le Meur (1857-1937)       | Progressiste→Rép.G | Cultivateur - Maire d'Elliant                                                                      |
| 1922-1937 (décès) | Michel Kergourlay (1879-1937)   | Rad.ind.           | Cultivateur - Maire d'Elliant                                                                      |
| 1937-1940         | Henri Goyat (1905-1998)         | Rad.               | Agriculteur Maire d'Elliant (1937-1939)                                                            |
|                   |                                 |                    | |
| 1943-1945         | Yves Gestin (1892-1972)         |                    | Instituteur puis agent d'assurances Maire de Rosporden Nommé conseiller départemental en 1943      |
|                   |                                 |                    | |
| 1945-1949         | Henri Goyat                     | Rad.               | Agriculteur Maire d'Elliant (1937-1939, 1944-1947)                                                 |
| 1949-1967         | Bernard Kergourlay (1911-1990)  | RPF-RS             | Agriculteur Adjoint au Maire d'Elliant                                                             |
| 1967-1979         | Louis Huitric (1920-2003)       | SFIO puis PS       | Propriétaire-exploitant ; dirigeant fédéral de la SFIO du Finistère Maire de Saint-Yvi (1947-1983) |
| 1979-2011         | Gilbert Monfort                 | PS                 | Garagiste Maire de Rosporden Vice-Président du Conseil Général                                     |
| 2011-2015         | Michel Loussouarn               | PS                 | Avocat Conseiller municipal de Rosporden                                                           |

### Conseillers d'arrondissement (de 1833 à 1940)
| Période                                  | Période      | Identité                   | Étiquette   | Qualité |
| ---------------------------------------- | ------------ | -------------------------- | ----------- | --- |
| 1833                                     | 1836         | René Gourmelen (1796-1847) |             | Propriétaire cultivateur à Elliant                                                                          |
| 1836                                     | 1842         | M. Rannou                  |             | Cultivateur à Elliant                                                                                       |
| 1842                                     | 1847 (décès) | René Gourmelen             |             | Propriétaire cultivateur, maire d'Elliant                                                                   |
|                                          |              |                            |             | |
| 1871                                     | 1877         | Michel-Louis Cotten        | Républicain | Cultivateur, adjoint au maire d'Elliant                                                                     |
| 1877                                     | 1882 (décès) | Guillaume Le Baron         |             | Maire d'Elliant                                                                                             |
| 1883                                     | 1919         | Mathieu Le Gac (1844-1923) | Républicain | Propriétaire-cultivateur, maire d'Elliant                                                                   |
| 1919                                     | 1925         | M. Le Strat                |             | Conseiller municipal de Rosporden                                                                           |
| 1925                                     | 1937         | Jean Le Breton             | Radical     | Président du syndicat d'élevage de Rosporden                                                                |
| 1937                                     | 1940         | Yves Le Roy                | Radical     | Adjoint au maire d'Elliant                                                                                  |
| 1940                                     |              |                            |             | Les conseils d'arrondissement ont été suspendus par la loi du 12 octobre 1940 et n'ont jamais été réactivés |
| Les données manquantes sont à compléter. |              |                            |             | |

## Démographie
| 1962   | 1968   | 1975   | 1982   | 1990   | 1999   | 2006   | 2011   | 2012   |
| ------ | ------ | ------ | ------ | ------ | ------ | ------ | ------ | ------ |
| 12 058 | 11 457 | 11 805 | 12 265 | 12 282 | 12 384 | 13 534 | 14 341 | 14 515 |